# Le Rosier de Madame Husson (film 1932)
Le Rosier de Madame Husson è un film del 1932 diretto da Dominique Bernard-Deschamps. L'adattamento di Russell M. Spalding si basa sull'omonimo racconto di Guy de Maupassant pubblicato nel 1888.
Nel 1950, ne venne fatto un remake (sempre con il titolo Le Rosier de Madame Husson) diretto da Jean Boyer e sceneggiato liberamente da Marcel Pagnol che ambientava la storia negli anni cinquanta.

## Produzione
Il film fu prodotto dalla Comptoir Français de Productions Cinématographiques (CFPC) e dalla Films Ormuzd, usando per il sonoro il sistema monofonico Tobis-Klangfilm.

## Distribuzione
Distribuito dalla Films Ormuzd, il film uscì nelle sale francesi presentato a Parigi il 15 febbraio 1932. Nello stesso anno, venne distribuito anche in Germania dalla Südfilm con il titolo Der Tugendkönig. Il 26 dicembre 1933, il film - distribuito dalla First Division Pictures, uscì negli Stati Uniti doppiato, in una versione ridotta di 57 minuti.